# Okrug Bratislava I
Bratislava I je okrug u slovačkom glavnom gradu Bratislavi. Ovaj okrug obuhvaća gradsku četvrt Stari grad (slovački: Staré mesto) i jedini je okrug u Bratislavi koji obuhvaća samo jednu gradsku četvrt. Okrug je u potpunosti okružen ostalim bratislavskim okruzima: Bratislava II, Bratislava III, Bratislava IV i Bratislava V. Sve do 1918. područje okruga bilo je dio ugarske Požunske županije u tadašnjoj Austro-Ugarskoj.

## Stanovništvo
| Godina:     | 1993.  | 2003.    | 2013.    | 2023.    |
| ----------- | ------ | -------- | -------- | -------- |
| Broj ljudi: | 48 358 | 43 367   | 38 823   | 47 375   |
| Razlika:    |        | -10,32 % | -10,47 % | +22,02 % |

| Godina:     | 2022.  | 2023.   |
| ----------- | ------ | ------- |
| Broj ljudi: | 46 929 | 47 375  |
| Razlika:    |        | +0,95 % |